# Max Blösch
Max Blösch, švicarski rokometaš, * 27. junij 1908, † 9. avgust 1997.
Leta 1936 je na poletnih olimpijskih igrah v Berlinu v sestavi švicarske rokometne reprezentance osvojil bronasto olimpijsko medaljo.